# Zaruma
Zaruma è una cittadina collocata nel sud dell'Ecuador, nella provincia di El Oro e capoluogo dell'omonimo cantone.
È una città fondata, assieme a Piñas e Portovelo, dai coloni spagnoli. Fu, per molti decenni, sede amministrativa dove si teneva la contabilità dell'oro estratto dalle numerosissime miniere che ancora oggi caratterizzano la zona. È stata fondata il 26 novembre 1820.
Un tempo importante centro minerario oggi è candidata per entrare nell'elenco dei patrimoni mondiali dell'umanità per il suo splendido centro storico costruito in stile coloniale.
Nei pressi di Zaruma vi sono molte coltivazioni di canna da zucchero, caffè e frutti tropicali.

## Popolazione
La popolazione si aggira attorno ai 23 400 abitanti. I più dimostrano origini europee (discendenti dai coloni spagnoli) e, in questa zona, gli indios e i neri sono pochi.

## Monumenti
Il centro storico, la chiesa dedicata alla Madonna del Carmine, con l'altare d'oro, la visita al museo municipale e la vista panoramica dalla collina sovrastante Zaruma sono fra le attrattive turistiche.